# 掛川市立図書館
掛川市立図書館（かけがわしりつとしょかん）は、静岡県掛川市の設置・運営する市立図書館である。
中央図書館・大東図書館・大須賀図書館の3館がある他、図書館遠方の住民のために移動図書館が市内各地を巡回する。
大日本報徳社の所有する淡山翁記念報徳図書館（たんざんおうきねんほうとくとしょかん）についても述べる。

## 沿革
- 1927年 - 大日本報徳社によって岡田良一郎（雅号：淡山）の功績を讃える記念事業として、淡山翁記念報徳図書館が設立。
- 1952年 - 小笠郡掛川町の町立図書館として、掛川町立図書館が報徳図書館を借用する形で創設。
- 1954年 - 掛川町の市制施行により掛川町立図書館が掛川市立図書館となる。
- 1969年 - 掛川市立図書館が報徳図書館より掛川市文化センター（現中央図書館敷地内）内に移転。報徳図書館は市立図書館としての使用を終える。
- 1972年 - 掛川市立図書館が東遠地区センター（現中央図書館敷地内）内に移転。
- 1983年 - 掛川市立図書館が東遠地区センターを全館使用するようになる。
- 1991年 - 小笠郡大須賀町の町立図書館として、大須賀町立図書館が開館。
- 2001年 - 東遠地区センター跡地に掛川市立中央図書館が新築開館。
- 2001年 - 報徳図書館の修復工事が完了、公開される。静岡県有形文化財建造物に指定される。
- 2001年 - 中央図書館、報徳図書館が静岡県都市景観賞[注釈 1]の優秀賞を受賞[2]。
- 2005年 - 掛川市・大東町・大須賀町の合併により、大須賀町立図書館が掛川市立大須賀図書館となる。
- 2006年 - 旧大東町域に掛川市立大東図書館が開館。

## 利用
中央図書館・大東図書館・大須賀図書館の3館があるほか、図書館遠方の住民のために移動図書館が市内各地を巡回する。掛川市内に在住・通勤・通学の者と、近隣市町（袋井市・菊川市・島田市・森町・御前崎市）に在住する者ならば誰でも、いずれの図書館でも借りることができる。
利用の際に必要となる利用者カードは、全館・移動図書館共通であり、初回利用時に発行される。
休館日と移動図書館の移動スケジュールは、公式サイトおよび『広報かけがわ』にて案内される。

## 各館

### 中央図書館

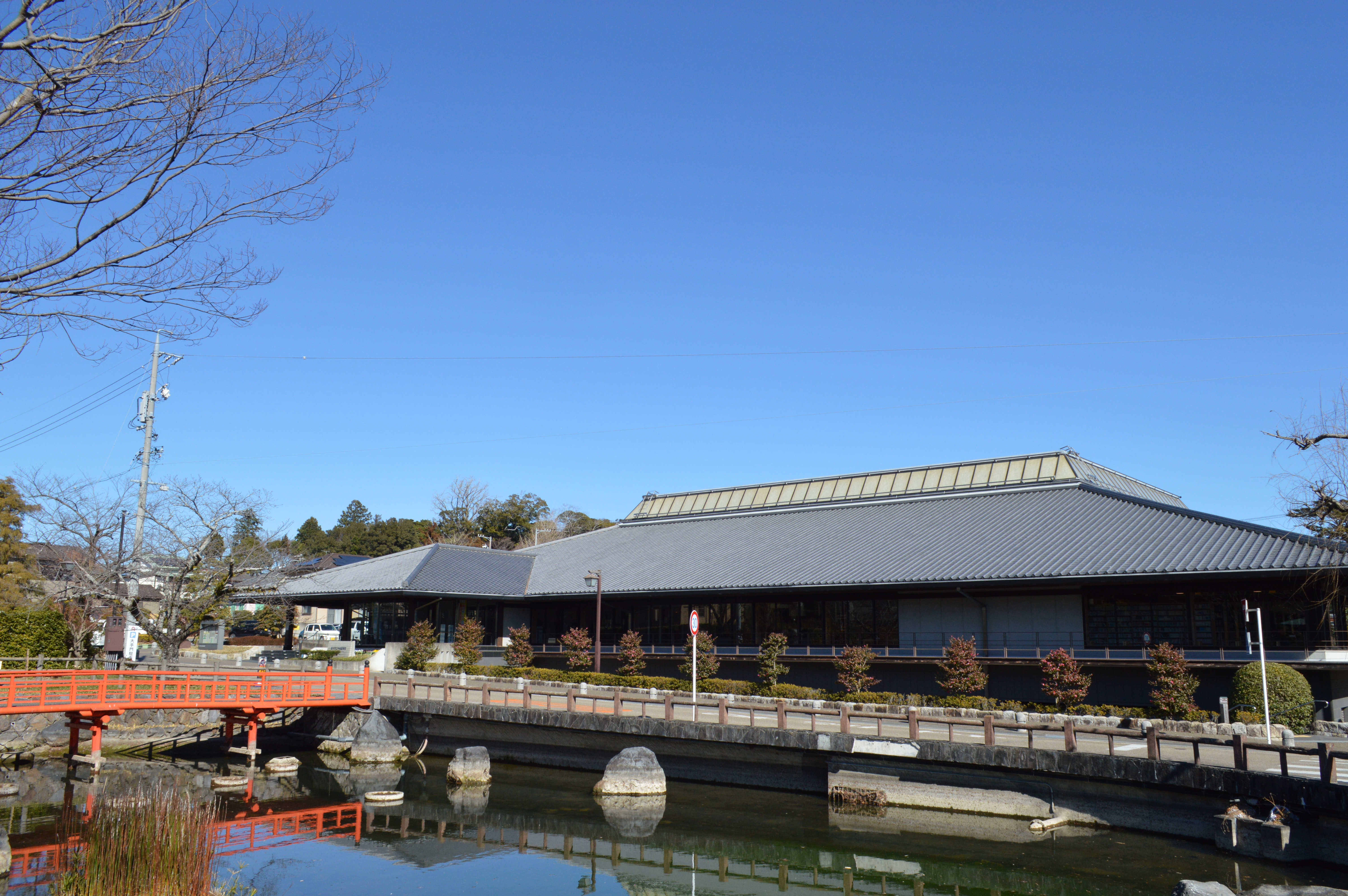
中央図書館

現在の建物は2001年に新築されたもので、掛川城、大日本報徳社など周辺の景観に合わせ和風・平屋造になっている。ハートビル法に適応した設計がされている。
- 蔵書数:296,720冊（2006年度）
- 延床面積:4,672m2
- 鉄筋コンクリート造一部木造（地下フロア有）
- 所在地:〒436-0079 静岡県掛川市掛川1148-1（北緯34度46分32.6秒 東経138度0分58.1秒 / 北緯34.775722度 東経138.016139度）
- 交通アクセス
  - JR東海・天竜浜名湖鉄道掛川駅より徒歩10分
  - 掛川市市街地循環バス北回り神明町バス停・大手門前バス停より徒歩3分
- 移動図書館「おおぞら号」（掛川地区を巡回）
- コレクション:茶資料・報徳思想・葛資料・掛川城・東海道・サミット・男女共同参画資料

### 大東図書館

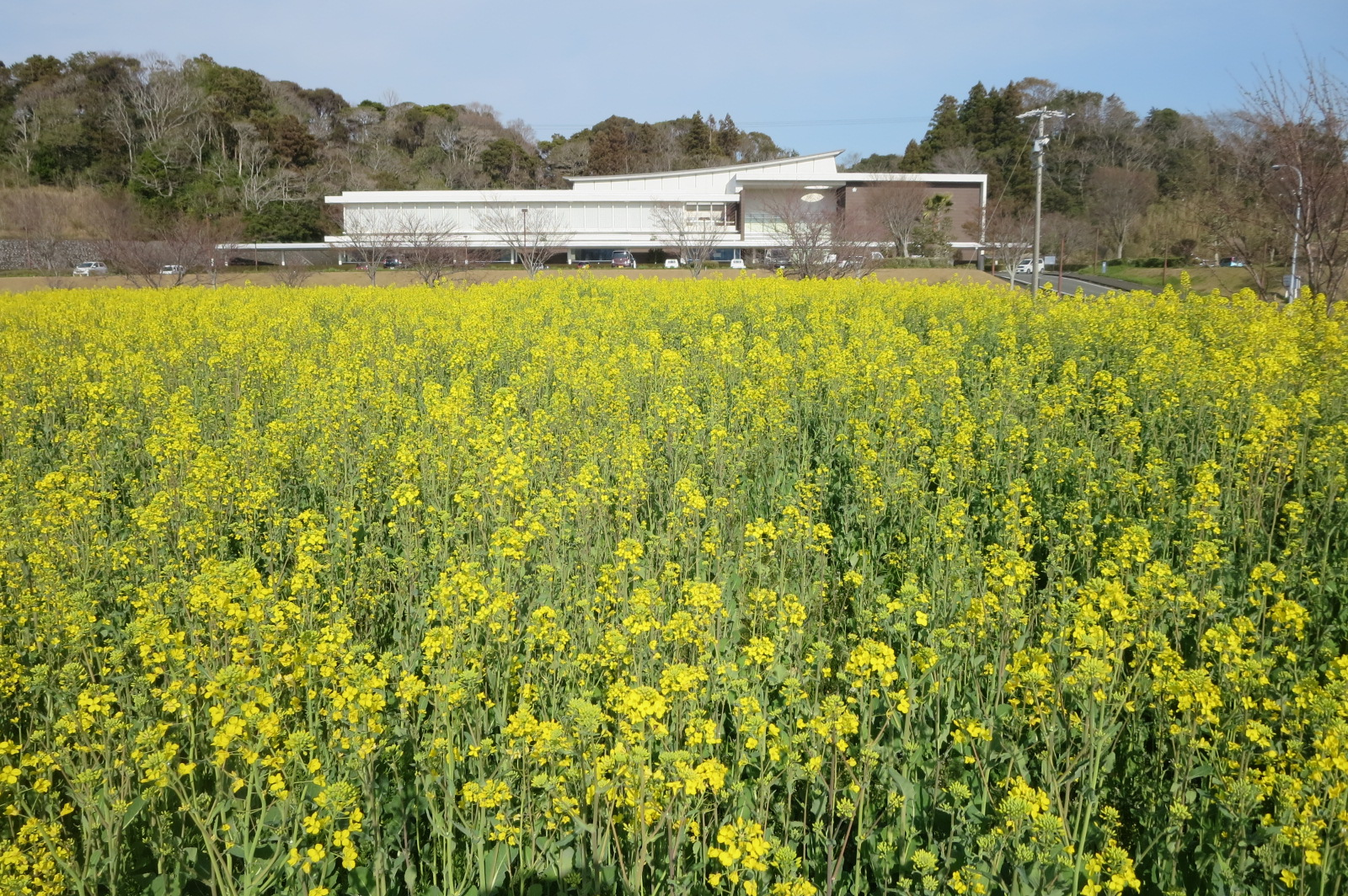
掛川市立大東図書館と菜の花畑

掛川市文化会館シオーネと敷地・駐車場を共有する。
- 蔵書数:86,813冊（2006年度）
- 延床面積:3,651m2
- 鉄筋コンクリート造2階建一部3階建
- 所在地:〒437-1421 静岡県掛川市大坂7152（北緯34度40分58.9秒 東経138度3分8.4秒 / 北緯34.683028度 東経138.052333度）
- 交通アクセス
  - しずてつジャストライン掛川大東浜岡線釜田入口バス停より徒歩15分
- 移動図書館「コスモス号」（大東・大須賀地区を巡回）
- コレクション:松本亀次郎関係・吉岡弥生関係

### 大須賀図書館
大須賀支所、中央公民館などと同じ敷地内にある。
- 蔵書数:85,573冊（2006年度）
- 延床面積:1,120m2
- 鉄骨造一部2階建
- 所在地:〒437-1304 静岡県掛川市西大渕63-2（北緯34度40分44.7秒 東経137度59分15.7秒 / 北緯34.679083度 東経137.987694度）
- 交通アクセス
  - 秋葉バスサービス秋葉中遠線大須賀支所バス停徒歩2分
- コレクション:横須賀城・凧・祭り・男女共同参画関係

### 淡山翁記念報徳図書館

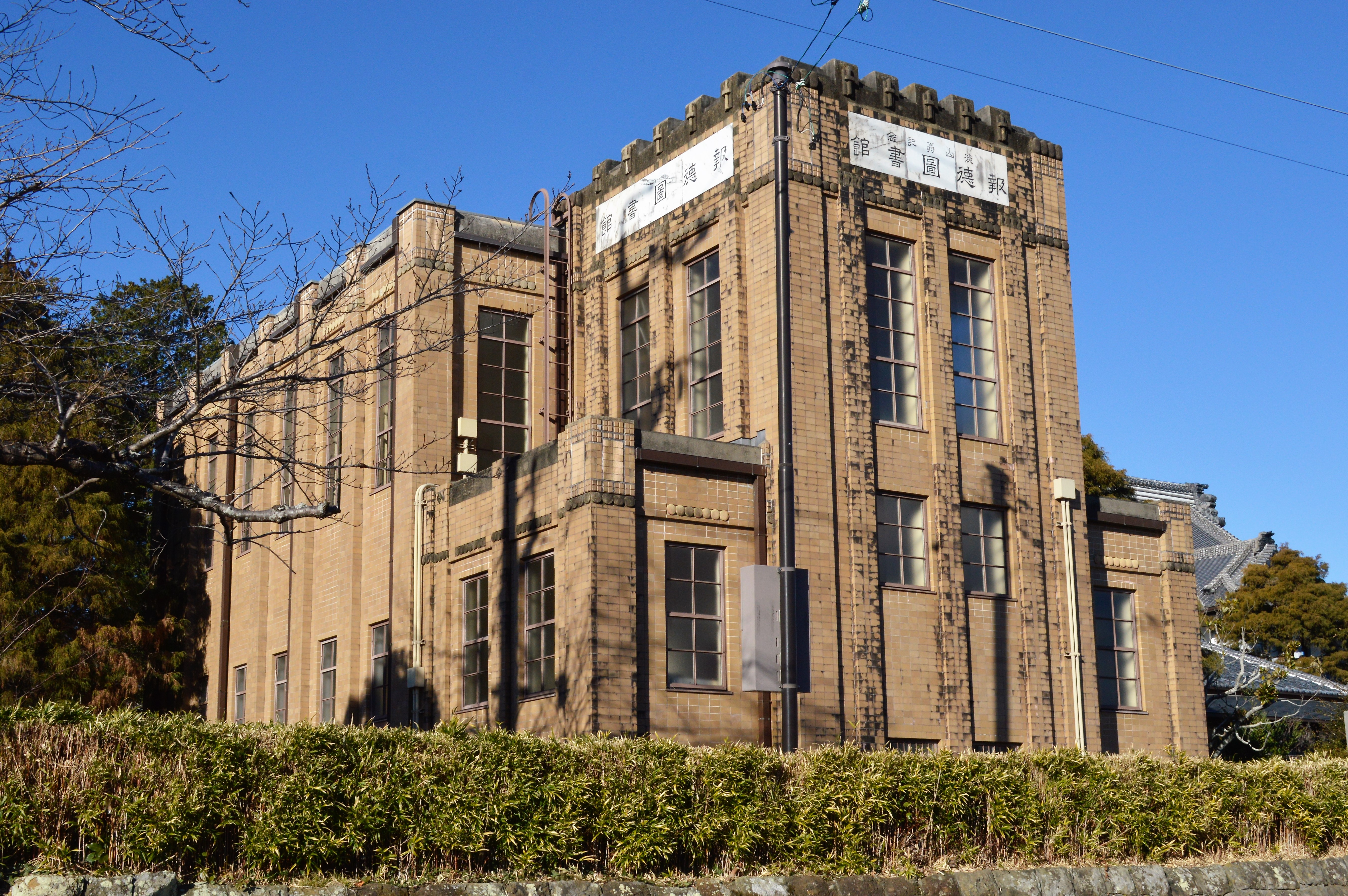
淡山翁記念報徳図書館

淡山翁記念報徳図書館は、大日本報徳社の所有する県内最古の民間図書館である。第2代社長の岡田良一郎の生前の功績を記念して建てられた。良一郎が淡山と号していたため、淡山翁記念報徳図書館と名付けられた。掛川市中央図書館の道路向かいの報徳社関連の施設が集まる敷地の南隅にある。
1926年（大正15年）5月に建設計画が立てられ、工事は掛川町の馬場組馬場喜三郎が請負い、設計から完成までの指導監督は静岡県建築課長の郷技師が担当した。起工式は同年11月25日に行われ、建物は岡田良一郎の13回忌にあたる昭和2年（1927年）7月31日に竣工。落成式は11月1日に行われ、1928年（昭和3年）6月20日に開館式が行われた。総工事費は22,220円63銭。
開館当時の蔵書数は2817冊。開館後24年間にわたって一般に開放され、1952年（昭和27年）からは掛川町立図書館となり、市制施行後は1969年（昭和44年）まで掛川市立図書館として利用された。
建物は正面約12.8メートル、奥行き約7.3メートルの鉄筋コンクリート造2階建てである。アール・デコ調の外観と禅宗寺院の桟唐戸に似た内装を持つ大正～昭和初期の建築・様式の流行を反映した建造物となっており、静岡県の有形文化財に指定されている。
現在、内部は一般に公開され、開館時間中は入館できる。1階には高さ約50センチメートルの岡田良一郎（淡山）の坐像が展示されている。1階の書庫は公開されておらず、2階の展示室のみ閲覧可能となっている。
- 所在地:〒436-0079 静岡県掛川市掛川937（北緯34度46分32.8秒 東経138度0分55.8秒 / 北緯34.775778度 東経138.015500度）